# Kamienica (gmina Skępe)
Kamienica – osada leśna w Polsce położona w województwie kujawsko-pomorskim, w powiecie lipnowskim, w gminie Skępe. Jej powierzchnię w zdecydowanej większości pokrywają lasy. W osadzie znajduje się jedno gospodarstwo oraz oddzielny budynek gospodarczy, administrowany przez Koło Łowieckie „Sokół”.
W pobliżu osady znajduje się siedziba leśnictwa Kamienica.
W latach 1975–1998 miejscowość administracyjnie należała do województwa włocławskiego.